# Ko Pha Ngan

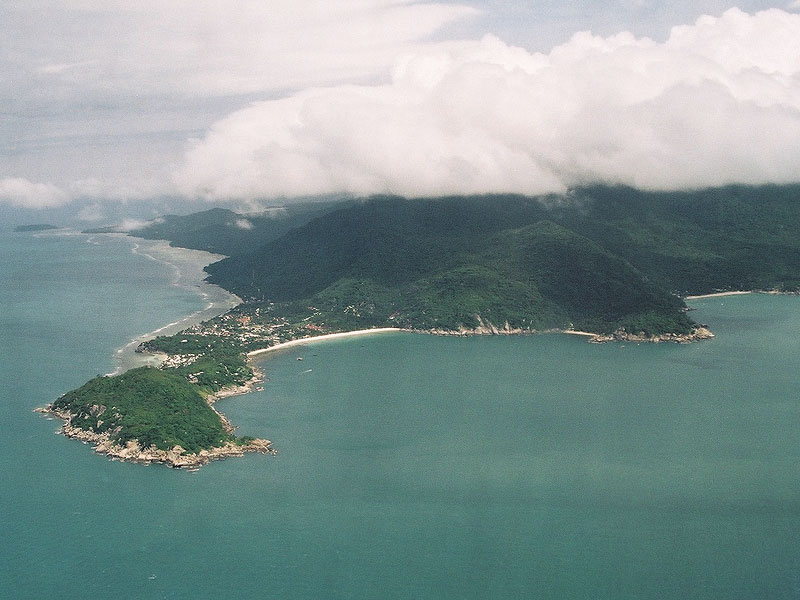
Ko Pha Ngan nhìn từ trên cao

Ko Pha Ngan (hoặc Koh Phangan, Thái Lan: เกาะพะงัน, RTGS:  Ko Pha-ngan, phát âm tiếng Thái:  [kɔʔ pʰa.ŋan] ) là một hòn đảo trong vịnh Thái Lan ở phía đông nam Thái Lan tại tỉnh Surat Thani. Nó là một phần của Samui quần đảo. Nó nổi tiếng với nó Moon Party Full tại Haad Rin Bãi biển và như là một ba lô đích. Ko Pha Ngan có hai hòn đảo chị em: càng lớn Ko Samui ở phía nam và nhỏ hơn Ko Tao ở phía bắc.
- Ước tính chu vi: 40 km (ước tính 10-giờ thời gian đi bộ trung bình)
- Từ đại lục: khoảng 55 km
- Từ Ko Samui: khoảng 15 km
- Từ Ko Tao: khoảng 35 km
- Thị trấn chính: Thong Sala
- Điểm cao nhất: Khao Ra, 630 m

## Hành chính
Ko Pha Ngan cùng với đảo Ko Tao tạo thành huyện (amphoe) Ko Pha Ngan. Huyện này được chia thành ba phó huyện (tambon):
| Nr. | Tên         | Tên Thái |  |
| --- | ----------- | -------- |  |
| 1.  | Ko Pha-ngan | เกาะพะงัน |  |
| 2.  | Ban Tai     | บ้านใต้    |  |
| 3.  | Ko Tao      | เกาะเต่า  |  |

Nguyên hòn đảo này được quản lý từ huyện Ko Samui. Tiểu huyện (vua Amphoe) Ko Pha Ngan đã được thành lập vào ngày 01 Tháng mười 1970, sau đó bao gồm hai tambon, Ko Pha Ngan và Ban Tài. Nó đã được nâng thành huyện ngày 12 tháng 4 năm 1977. 
Các phần của tambon Ko Pha Ngan và Ban Tai hình thành các thị trấn (thesaban tambon) Ko Pha Ngan. Có thêm ba tổ chức hành chính tambon (TAO).

## Lịch sử
Tên Ko Pha Ngan bắt nguồn từ chữ "ngan", có nghĩa là "bãi cạn" trong phương ngữ miền Nam, vì có rất nhiều bãi cát cạn ngoài khơi.
Ko Pha Ngan đã là một yêu thích lâu năm của vị vua quá khứ của Thái Lan. Rama V, hoặc Chulalongkorn, đã đến thăm Ko Pha Ngan 14 lần trong suốt những năm cầm quyền.
Các trống đông của văn hóa Dongson [Đông Sơn] (từ 500-100 TCN) đã được tìm thấy trên Ko Samui trong năm 1977 là bằng chứng cho thấy đã có các khu định cư của người dân về Ko Samui, Ko Pha Ngan, và đảo nhỏ của họ hơn hai ngàn năm trước. Một số nhà sử học và khảo cổ học tin rằng các nhóm đầu tiên đã di cư đến Ko Pha Ngan là những người Hồi giáo người digan biển (lùn, Semung, và Cổ Mã Lai), người đi du lịch bằng thuyền từ bán đảo Mã Lai. Ngày nay có rất ít cư dân Hồi giáo.
Trong thế kỷ qua dân số của hòn đảo đã dần mở rộng, đầu tiên sống nhờ vào biển và đất đai và và cây dừa. Sau đó, khai thác mỏ thiếc đã trở thành một phần của nền kinh tế. Trong những năm 1970 các ngành công nghiệp khai thác mỏ suy thoái và cuối cùng cũng đã biến mất khỏi đảo. Hiện tại hòn đảo đang có thu nhập chủ yếu đến từ các khách du lịch Thái Lan, Câu cá và trồng dừa nước. Hơn một nửa dân số trên đảo làm việc trong ngành du lịch chủ yếu là làm trong spa, khách sạn và các khu resort...vv

## Giao thông Trên Đảo
Khách du lịch đến đảo này chỉ có thể bằng một phương tiện duy nhất đó là phà từ Surat Thani mất 55 km hoặc Ko Samui 15 km. Từ năm 2012 đã có một dự án xây dựng sân bay trên đảo của hãng hàng không Kannithi (Kan Air) với số tiền dự tính là  triệu baht. Quy mô của sân bay là 32 ha có khả năng vận chuyển 1.000 hành khách mỗi ngày và đường băng dài tới 1.095 mét để chứa máy bay. Ban đầu ước tính chỉ khoảng 900 triệu baht  nhưng đến thời điểm này ước tính giá trị lên tới hai tỷ baht.

## Văn hóa Phổ biến
Ko Pha Ngan nổi bật trong Alex Garland 1996 cuốn tiểu thuyết The Beach và cũng được đề cập trong các bài hát 2006 Magick bởi mới rave ban nhạc Klaxons
Các bữa tiệc phổ biến tại đảo Ko Pha Ngan là các buổi khiêu vũ hàng tháng được tổ chức tại bãi biển trong các dịp rằm. Các sự kiện nổi bật các là buổi biểu diễn nhạc điện tử và ước tính khoảng 30.000 khán giả trong một tháng. Để đảm bảo an ninh trên đảo chính quyền địa phương đã ra tăng lực lượng cảnh sát thường trực và các cảnh sát mật để phục vụ tốt hơn cho du khách.